# Torneo Reducido da Primera C de 2018–19 (Argentina)
O Torneo Reducido da Primera C de 2018–19 (quarta divisão) do Campeonato Argentino de Futebol acontece entre maio e junho de 2019 e está sendo organizado pela Associação do Futebol Argentino (AFA).
É um torneio octogonal no sistema "mata-mata" disputado entre as 8 (oito) equipes que terminarem da terceira até a décima posição ao final da temporada regular da Primera C de 2018–19 e cujo vencedor será promovido à Primera B Metropolitana de 2019–20, a terceira divisão do futebol argentino.
Em 30 de junho de 2019, o Villa San Carlos venceu nas penalidades máximas o Excursionistas e conquistou o Torneo Reducido da Primera C de 2018–19, assim como o tão sonhado retorno para a Primera B Metropolitana depois de um ano na Primera C.

## Participantes

### Informações dos clubes
| Equipe              | Cidade            | Estádio                         | Desempenho na temporada regular de 2018–19 | Desempenho na temporada regular de 2018–19 | Desempenho na temporada regular de 2018–19 | Desempenho na temporada regular de 2018–19 | Desempenho na temporada regular de 2018–19 | Desempenho na temporada regular de 2018–19 | Desempenho na temporada regular de 2018–19 | Desempenho na temporada regular de 2018–19 | Desempenho na temporada regular de 2018–19 |
| Equipe              | Cidade            | Estádio                         | P                                          | J                                          | V                                          | E                                          | D                                          | GP                                         | GC                                         | SG                                         | Classificação                              |
| ------------------- | ----------------- | ------------------------------- | ------------------------------------------ | ------------------------------------------ | ------------------------------------------ | ------------------------------------------ | ------------------------------------------ | ------------------------------------------ | ------------------------------------------ | ------------------------------------------ | ------------------------------------------ |
| Berazategui         | Berazategui       | Norman Lee                      | 50                                         | 38                                         | 10                                         | 20                                         | 8                                          | 35                                         | 38                                         | –3                                         | 10º colocado                               |
| Deportivo Laferrere | Laferrere         | Ciudad de Laferrere             | 61                                         | 38                                         | 15                                         | 16                                         | 7                                          | 57                                         | 39                                         | 18                                         | 4º colocado                                |
| Deportivo Merlo     | Parque San Martín | José Manuel Moreno              | 50                                         | 38                                         | 12                                         | 14                                         | 12                                         | 41                                         | 41                                         | 0                                          | 9º colocado                                |
| Dock Sud            | Dock Sud          | De los Inmigrantes              | 66                                         | 38                                         | 18                                         | 12                                         | 8                                          | 41                                         | 25                                         | 16                                         | 3º colocado                                |
| Excursionistas      | Buenos Aires      | Excursionistas                  | 57                                         | 38                                         | 14                                         | 15                                         | 9                                          | 44                                         | 40                                         | 4                                          | 5º colocado                                |
| Ferrocarril Midland | Libertad          | Ciudad de Libertad              | 55                                         | 38                                         | 15                                         | 10                                         | 13                                         | 45                                         | 37                                         | 8                                          | 6º colocado                                |
| Luján               | Luján             | Municipal de la Ciudad de Luján | 50                                         | 38                                         | 11                                         | 17                                         | 10                                         | 42                                         | 37                                         | 5                                          | 8º colocado                                |
| Villa San Carlos    | Berisso           | Genacio Sálice                  | 54                                         | 38                                         | 14                                         | 12                                         | 11                                         | 42                                         | 32                                         | 10                                         | 7º colocado                                |

A última vaga para o torneio foi decidida em 23 de maio de 2019, o Berazategui que terminou a fase de turnos em 10º colocado e estaria "automaticamente" classificado pro "mata-mata", senão fosse a incômoda última posição ao lado do Sportivo Barracas na tabela dos promédios do rebaixamento. Assim, uma partida de desempate foi disputada, e resultou na vitória do Berazategui por 2–0 que escapou do rebaixamento para a Primera D do ano seguinte. O Sportivo Barracas não teve a mesma sorte e terá de se conformar em disputar a Primera D de 2019–20.

## Tabela até a final
|  | Quartas-de-final      | Quartas-de-final |   |                     | Semifinais | Semifinais | Semifinais | Semifinais |  |                | Final | Final | Final | Final |  |  |
|  |                       |                  |   |                     |            |            |            |            |  |                |       |       |       |       |  |  |
|  |                       |                  |   |                     |            |            |            |            |  |                |       |       |       |       |  |  |
|  | Dock Sud              | 2                |   |                     |            |            |            |            |  |                |       |       |       |       |  |  |
|  | Berazategui           | 1                |   |                     |            |            |            |            |  |                |       |       |       |       |  |  |
|  | Berazategui           | 1                |   | Dock Sud            | 0          | 0          | 0          |            |  |                |       |       |       |       |  |  |
|  |                       |                  |   | Dock Sud            | 0          | 0          | 0          |            |  |                |       |       |       |       |  |  |
|  |                       | Villa San Carlos | 2 | 3                   | 5          |            |            |            |  |                |       |       |       |       |  |  |
|  | Deportivo Laferrere   | Villa San Carlos | 2 | 3                   | 5          | 3          |            |            |  |                |       |       |       |       |  |  |
|  | Deportivo Laferrere   |                  |   |                     |            | 3          |            |            |  |                |       |       |       |       |  |  |
|  | Deportivo Merlo       | 1                |   |                     |            |            |            |            |  |                |       |       |       |       |  |  |
|  | Deportivo Merlo       | 1                |   |                     |            |            |            |            |  | Excursionistas | 2     |       |       |       |  |  |
|  |                       |                  |   |                     |            |            |            |            |  | Excursionistas | 2     |       |       |       |  |  |
|  |                       | Villa San Carlos | 3 |                     |            |            |            |            |  |                |       |       |       |       |  |  |
|  | Excursionistas (m.c.) | Villa San Carlos | 3 | 1                   |            |            |            |            |  |                |       |       |       |       |  |  |
|  | Excursionistas (m.c.) |                  |   | 1                   |            |            |            |            |  |                |       |       |       |       |  |  |
|  | Luján                 | 1                |   |                     |            |            |            |            |  |                |       |       |       |       |  |  |
|  | Luján                 | 1                |   | Deportivo Laferrere | 1          | 1          | 2          |            |  |                |       |       |       |       |  |  |
|  |                       |                  |   | Deportivo Laferrere | 1          | 1          | 2          |            |  |                |       |       |       |       |  |  |
|  |                       | Excursionistas   | 1 | 1                   | 2          |            |            |            |  |                |       |       |       |       |  |  |
|  | Ferrocarril Midland   | Excursionistas   | 1 | 1                   | 2          | 1          |            |            |  |                |       |       |       |       |  |  |
|  | Ferrocarril Midland   |                  |   |                     |            | 1          |            |            |  |                |       |       |       |       |  |  |
|  | Villa San Carlos      | 2                |   |                     |            |            |            |            |  |                |       |       |       |       |  |  |

## Quartas de final
Os quatro confrontos da fase ocorrerão em partida única, e a equipe com a melhor classificação na tabela final da temporada regular (turno e turno) será mandante do jogo. Caso persista o empate no tempo normal, a equipe mandante avançará para a fase seguinte.
| 26 de maio de 2019 | Excursionistas | 1 – 1     | Luján            | Buenos Aires                                       |  |
| 13:00              | - Curima 75'   | Relatório | - 35' Montenegro | Estádio: Excursionistas Árbitro: Juan Pablo Lousta |  |

Excursionistas avançou por ter melhor campanha durante a fase de grupos.
| 25 de maio de 2019 | Deportivo Laferrere                  | 3 – 1     | Deportivo Merlo | Laferrere                                             |  |
| 15:00              | - Coassini 76' - Scarnato 88', 90+5' | Relatório | - 82' Zafarana  | Estádio: Ciudad de Laferrere Árbitro: Rodrigo Pafundi |  |

| 25 de maio de 2019 | Ferrocarril Midland | 1 – 2     | Villa San Carlos           | Libertad                                             |  |
| 15:00              | - Villalba 46'      | Relatório | - 12' Lugones - 84' Ávalos | Estádio: Ciudad de Libertad Árbitro: Cristian Suárez |  |

| 26 de maio de 2019 | Dock Sud                  | 2 – 1     | Berazategui   | Dock Sud                                          |  |
| 15:00              | - Moreira 42' - Pombo 73' | Relatório | - 90+1' Ojeda | Estádio: De los Inmigrantes Árbitro: Juan Pafundi |  |

## Semifinais
As semifinais serão disputadas em partidas de ida e volta, sendo que a equipe mais bem posicionada na classificação final manda o segundo jogo em casa; e em caso de empate no placar agregado, o time mais bem posicionado avança.
| Equipe 1            | Total        | Equipe 2         | Ida | Volta |
| ------------------- | ------------ | ---------------- | --- | ----- |
| Dock Sud            | 0–5          | Villa San Carlos | 0–2 | 0–3   |
| Deportivo Laferrere | 2–2 (7–8 p.) | Excursionistas   | 1–1 | 1–1   |

### Semifinal 1
| 2 de junho de 2019 | Villa San Carlos    | 2 – 0     | Dock Sud | Berisso                                          |  |
| 15:00              | - Portillo 55', 62' | Relatório |          | Estádio: Genacio Sálice Árbitro: Diego Molinelli |  |

| 9 de junho de 2019 | Dock Sud | 0 – 3     | Villa San Carlos                                     | Dock Sud                                           |  |
| 15:00              |          | Relatório | - 51' M. Ávalos - 70' A. Lugones - 90+3' S. Portillo | Estádio: De los Inmigrantes Árbitro: Damián Rubino |  |

Villa San Carlos classificou para a final do Reducido com um agregado de 5–0.

### Semifinal 2
| 2 de junho de 2019 | Excursionistas | 1 – 1     | Deportivo Laferrere | Buenos Aires                                    |  |
| 15:00              | - Krieger 58'  | Relatório | - 74' Scarnato      | Estádio: Excursionistas Árbitro: Gonzalo Beloso |  |

| 9 de junho de 2019 | Deportivo Laferrere | 0 – 0 (7–8 pen.) | Excursionistas | Laferrere                                             |  |
| 15:00              |                     | Relatório        |                | Estádio: Ciudad de Laferrere Árbitro: Gastón Iglesias |  |

O Excursionistas avançou para a grande final depois de um 8–7 nas penalidades máximas.

## Final
Já a grande final, também em partidas de ida e volta, terá direito a disputa de pênaltis caso ocorra empate no placar agregado dos dois jogos.
| Equipe 1       | Total          | Equipe 2         | Ida | Volta |
| -------------- | -------------- | ---------------- | --- | ----- |
| Excursionistas | 3–3 (3–4 pen.) | Villa San Carlos | 2–3 | 1–0   |

| 22 de junho de 2019 | Villa San Carlos                          | 3 – 2     | Excursionistas             | Berisso                                            |  |
| 14:30               | - Lugones 13' - Grasso 19' - Guerrico 62' | Relatório | - 32' Guzmán - 90+3' López | Estádio: Genacio Sálice Árbitro: Alejandro Ramírez |  |

| 30 de junho de 2019 | Excursionistas | 1 – 0 (3–4 pen.) | Villa San Carlos | Buenos Aires                                      |  |
| 14:30               | - López 56'    | Relatório        |                  | Estádio: Excursionistas Árbitro: Cristian Benítez |  |